# Лютолд VIII фон Регенсберг
Лютолд VIII фон Регенсберг (на немски: Lütold VIII von Regensberg) е граф на Регенсберг в кантон Цюрих в Швейцария. През 14 век. Фамилията Регенсберг е знатен род от Швейцария.

## Произход
Той е единствен син на Улрих I фон Регенсберг († 28 юли 1281) и съпругата му Аделхайд фон Пфирт/Балм († 1314), дъщеря на граф Улрих II фон Пфирт, херцог на Елзас († 1275), и Агнес дьо Верги († 1268).
Внук е на Луитолд V фон Регенсберг Стари († 4 януари 1250), фрайхер на Афолтрон и граф на Регенсберг, и графиня Берта фон Нойшател-Нойенбург († сл. 1244). Правнук е на 1. граф Луитолд IV фон Регенсберг († 1218) и графиня фон Кибург-Дилинген. Племенник е на Лютолд VI фон Регенсберг († 1284/1286), фогт на „Св. Бласиен“, и на Гертруд фон Регенсберг († 1264), омъжена за граф Рудолф III фон Хабсбург-Лауфенбург († 1249). Неговата по-далечна леля е първата съпруга на граф Еберхард I фон Лупфен-Щюлинген († сл. 1302).

## Фамилия
Лютолд VIII фон Регенсберг се жени за графиня Гертруд фон Лупфен, дъщеря на граф Еберхард I фон Лупфен-Щюлинген († сл. 1302) и втората му съпруга Аделхайд фон Цимерн († сл. 1293), дъщеря на Албрехт IV фон Цимерн († 1288/1289). Те имат пет деца:
- Улрих фон Регенсберг
- Валтер фон Регенсберг
- Йохан фон Регенсберг
- Лютолд X фон Регенсберг
- Аделхайд фон Регенсберг